# Richia acclivis
Richia acclivis är en fjärilsart som beskrevs av Morrison 1875. Richia acclivis ingår i släktet Richia och familjen nattflyn. Inga underarter finns listade.